# Lancetboog

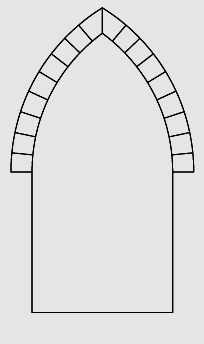
Lancetboog

Een lancetboog is in de architectuur een bepaalde boogconstructie.

## Ontwerp en toepassing
De boogvorm is symmetrisch en bestaat uit twee cirkelsegmenten die elkaar in het midden van de boog onder een hoek snijden. De lancetboog wordt gebruikt als een smalle verhoogde spitsboog. In het ontwerp van de lancetboog zijn de middelpunten van de cirkelsegmenten buiten de boog geplaatst. Lancetbogen zijn vooral bij kerkgebouwen toegepast. 
Ze vonden hun ontstaan bij de Hoog-Romaanse Architectuur in Frankrijk.

## Afbeeldingen

Schematisch ontwerp van een normale spitsboog met varianten in verhoogde en verlaagde vorm. 1=verhoogde-, 2=normale-, 3=verlaagde spitsboog M1 + M2 middelpunten met de corresponderende stralen R1 en R2 voor de normale spitsboog, de rode driehoek is een gelijkzijdige met drie hoeken van 60°
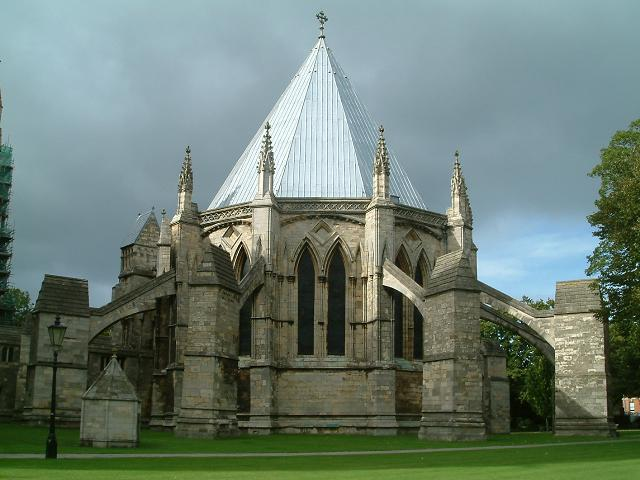
Kathedraal met lancetbogen